# Butyraldoxim
Butyraldoxim ist eine organische Verbindung aus der Gruppe der Oxime und leitet sich von Butanal ab.

## Herstellung
Butyraldoxim kann durch Reaktion von Butanal mit Hydroxylaminhydrochlorid und Natriumhydroxid. Alternativ kann es durch Reaktion von Butanal mit dem Natriumsalz von Hydroxyamin-O-sulfonsäure hergestellt werden.

## Reaktionen
Butyraldoxim kann durch Cytochrom-P450-Enzyme aus Rattenleber zu Butyronitril dehydratisiert werden. In Pseudomonas chlororaphis kommt eine Aldoxim-Dehydratase vor, die analog Butyraldoxim zum Nitril umsetzen kann. Butyraldoxim reagiert in einer exothermen Reaktion mit Kupfer(II)-chlorid, Nickel(II)-chlorid, Cobalt(II)-chlorid und Mangan(II)-chlorid und bildet Komplexverbindungen mit vier Oxim-Liganden.

## Biologische Wirkung
In Versuchen an Mäusen führte Butyraldoxim zu einer Hemmung der hepatischen Acetaldehyd-Dehydrogenase. Durch Konsum von Ethanol kam es dann zu einer Anreicherung von Acetaldehyd. Eine gleichzeitig auftretende reduzierte Neigung zum Alkoholkonsum, hängt möglicherweise mit den negativen gesundheitlichen Effekten durch Acetaldehyd zusammen. In Ratten tritt ein ähnlicher Effekt auf, ohne dass jedoch der Ethanol-Stoffwechsel in der Leber verändert ist.